# Tuinfluiter
De tuinfluiter (Sylvia borin) is een zangvogel uit de familie Sylviidae (grasmussen).

## Kenmerken
Het verenkleed van deze 14 cm grote vogel bestaat uit een bruine bovenzijde en een licht geelbruine onderzijde. Verder heeft de vogel een ronde kop met een korte bruine snavel en grijsbruine poten.

## Leefwijze
Het voedsel bestaat uit insecten, bessen en zaden.

## Voortplanting
Het legsel bestaat meestal uit vier of vijf langwerpige, vuilwitte tot lichtbruine eieren met grijze ondervlekken en bruine vlekjes. Ze hebben een glanzend oppervlak.

## Verspreiding en leefgebied
Tuinfluiters komen tijdens het broedseizoen in grote delen van Noord- en Midden-Europa voor, waaronder in Nederland en België. Over het algemeen kan men ze in die landen waarnemen vanaf mei.
De soort telt twee ondersoorten:
- S. b. borin: westelijk, centraal en noordelijk Europa.
- S. b. woodwardi: van Polen en Oekraïne tot centraal Siberië.

Hij leeft in loofbossen met veel ondergroei, grote tuinen en parken met lage struiken.

## Status
In Nederland is de tuinfluiter een algemene broedvogel. Het totaal aantal broedparen is voor de jaren 2018-2020 geschat op 80.000-140.000.
Wereldwijd heeft de tuinfluiter een groot verspreidingsgebied en daardoor alleen al is de kans op de status kwetsbaar (voor uitsterven) uiterst gering. De grootte van de wereldpopulatie is in 2021 geschat op 29-49 miljoen volwassen individuen, maar de trend is negatief. De tuinfluiter staat als niet bedreigd op de Rode Lijst van de IUCN.